# Falerone
Falerone (im lokalen Dialekt: Falleró oder Faleró) ist eine italienische Gemeinde (comune) mit 3139 Einwohnern (Stand 31. Dezember 2023) in der Provinz Fermo in den Marken.

## Geographie
Die Gemeinde liegt etwa 28 Kilometer westsüdwestlich von Fermo, etwa 21 Kilometer südlich von Macerata und etwa 33 Kilometer nordnordwestlich von Ascoli Piceno. Falerone grenzt unmittelbar an die Provinz Macerata. Südlich der Gemeinde fließt die Tenna, in die der Salino hier mündet.

## Geschichte
In der Antike war der Ort Falerio von einiger Bedeutung. Seinen Namen trägt er von dem lateinischen Toponym Mons Falarinus, an dessen Fuße Falerone gegründet wurde. Es handelt sich bei ihm vermutlich um eine Kolonie, die von Augustus nach der Schlacht von Actium für die heimkehrenden Legionäre gegründet wurde.
Seit 1969 ist Falerone Titularbistum.

## Verkehr
Der Bahnhof an der Strecke Porto San Giorgio–Amandola wurde wie diese 1956 geschlossen.

## Gemeindepartnerschaft
Falerone unterhält gemeinsam mit der Nachbargemeinde Montappone eine Partnerschaft mit der französischen Gemeinde Cormeilles im Département Eure.